# کله سرسفلی
کله سرسفلی یک روستا در ایران است که در دهستان اجارود شمالی واقع شده‌است. کله سرسفلی ۸۹ نفر جمعیت دارد.